# The Lemon Kittens
The Lemon Kittens var ett post-punk-band från Reading i England som startades i slutet av 1970-talet av Karl Blake och Gary Thatcher. Bandets medlemmar växlade ofta och till dess skara av tillfälliga medlemmar märks musiker som Danielle Dax och Mark Perry från Alternative TV och The Good Missionaries.

## Diskografi
Album
- We Buy a Hammer for Daddy (1980)
- (Those Who Bite The Hand That Feeds Them Sooner Or Later Must Meet The) Big Dentist (1982)

Singlar
- "Spoonfed & Writhing" (1979)
- "Cake Beast" (1981)